# Eksercits
Eksercits er den militære træning i at udføre ens bevægelser, mest set som parade-eksercits ved eksempelvis Den Kongelige Livgarde. Herunder indgår discipliner som march, våbeneksercits og andet. (Se under eksempler)
Eksercits dækker også over begrebet kampeksercits, hvori makkerparrene, grupperne eller delingerne trænes i at udføre kampopgaver koordineret i tid og rum.

## Eksempler
Al eksercits til parader og opvisning udgår fra retstilling (undtagen, naturligvis, kommandoen til at overgå til retstilling)
Kommandoen fra rør til retstilling lyder:
"Giv agt...DELING(GRUPPE/MAND/etc)...RET!"
Kommandoen til at gå tilbage i rør stilling lyder:
"DELINGEN...RØR!"
Det er meget forskelligt hvordan kommandoerne udtales/gives. Nogle befalingsmænd og officerer udtaler kommandoen som den læses, hvorimod andre forkorter ordene så de nærmest danner en lyd frem for et ord. 
Et eksempel fra Livgarden kan være:
"1. Afløsning giv agt. 1. Afløsning til HØJRE RET!"
I praksis lyder den oftere 
"1. Afløsning giv agt. 1. Afløsning til ØJR EJ!"
Grunden til at denne metode benyttes er at det gør eksersitsen pænere. Det er lettere at opnå samtidighed når Garderne kun har én lyd de skal lytte til, frem for et helt ord.
For hvis der bliver sagt HØJRE RET, hvornår skal man så lave en opretning, er det på "HØJ" eller på -"RE". Derfor de korte ord. 

### Af de normale eksercitser kan nævnes
1. At rette ind til højre
2. Se til højre/venstre (er det til venstre, trækkes der som forvarsel på til, som "tiiil"
3. Forbi-defilering
4. Præsenter gevær
5. Gevær i hvil(og herfra, gevær på højre skulder – når geværet er på højre skulder, kan der ikke komme en gevær ved fod, førend man har fået geværet i hvil igen)
6. Gevær ved fod
7. March, inkl. lang/kort holdt samt svingninger og skarpe svingninger til højre eller venstre
8. Appel (næste venstre skridt trampes)
9. Appeller (der trampes på næste følgende skridt: Venstre, venstre, venstre, højre og venstre

### Og de mere sjældne
(Bliver brugt meget i Den Kongelige Livgarde)
1. Til 3 del ind
2. Remmen kort/lang
3. Gevær over højre skulder
4. Linje til venstre
5. Linje venstre sving
6. Marchkolonne højre sving
7. Gevær i arm
8. Bagom opmarch til højre
9. Handsker på/bort (kommandoen gives: "Så gælder det handsker, handsker på/bort")
10. Bajonet på/bort (samme form som med handsker)
11. 2 geledder efter højde træd an
12. Til postnummer del ind
13. Opmarch/Frontmarch
14. Åbngeled (kommandoen gives: "1. geled 5 skridt, 2. geled 3 skridt, fremad march" alt.: "1. geled med 5 skridt, 2. geled med 3 skridt, åbn geled!")
15. Slutte(lukke) geled (kommandoen gives: "1. og 2. geled på plads march")

- Wikimedia Commons har flere filer relateret til Eksercits